# Слюбик, Богдан Иванович
Богда́н Ива́нович Слю́бик (укр. Богдан Іванович Слюбик; род. 11 февраля 2004, Ушковичи, Львовская область) — украинский футболист, защитник львовского «Руха» и молодёжной сборной Украины.

## Биография
В украинской Премьер-лиге за «Рух» дебютировал 9 октября 2022 в матче против киевского «Динамо» (3:0).